# Ziekte van Hartnup
De ziekte van Hartnup is een pellagra-achtige ziekte met (door zonlicht geactiveerd) gepigmenteerd eczeem en neurologische aandoeningen die voor een deel veroorzaakt worden door afbraakproducten van tryptofaan. Het is een autosomaal recessieve aandoening die niet langer is opgenomen in neonatale screeningprogramma voor pasgeborenen. Deze ziekte komt ongeveer evenveel voor als fenylketonurie.

## Pathogenese
Bij de ziekte van Hartnup is het transportmechanisme waarmee neutrale aminozuren over de celmembraan worden getransporteerd defect. Dit defect komt dan voor in alle lichaamscellen. Eventuele problemen zijn het eerst te verwachten bij organen met cellen die veel neutrale aminozuren transporteren. In praktijk gaat het vooral om de darm en de nier. De nier is slecht in staat de neutrale aminozuren te resorberen uit de voorurine waardoor deze aminozuren in te grote hoeveelheden in de urine kunnen komen. In de darm blijven deze aminozuren achter in het lumen, wat aanleiding geeft tot vorming van indolverbindingen door in de darm aanwezige bacteriën.
Het afwijkende gen dat deze ziekte veroorzaakt ligt op chromosoom 5, de overerving verloopt autosomaal recessief. Het lichaam is in staat de meeste aminozuren zelf aan te maken, op een klein aantal essentiële aminozuren na. Het neutrale essentiële aminozuur tryptofaan is de voorloper van niacine, dat de voorloper is van nicotinamide dat deel uitmaakt van NAD+. Meestal vertonen patiënten die in het bezit zijn van het defecte gen geen symptomen.

## Symptomen
Als er symptomen zijn van deze ziekte worden die meestal voor het eerst gezien bij kinderen tussen drie en tien jaar oud. Ze komen deels overeen met pellagra dat wordt veroorzaakt door een tekort aan nicotinamide. Verder treden soms neurologische en psychiatrische stoornissen op.

## Behandeling
De behandeling bestaat uit het aanvullen van de tekorten aangezien het nog niet mogelijk is om het gendefect te herstellen. Dagelijks nicotinamidetabletten en een dieet dat veel eiwit bevat, geeft verlichting van de symptomen. Blootstelling aan zonlicht kan de ziekte verergeren. De ziekte is bekend sinds 1956, toen zij in Londen werd vastgesteld bij de familie Hartnup.